# Датчер, Джейми
Джейми Датчер (англ. Jamie Dutcher, род. ок. 1962) — американский натуралист, писательница и звукорежиссёр. Джейми с мужем Джимом Датчером совместно работали над семью книгами и двумя фильмами о волках. 

## Ранние годы
Джейми Датчер родилась в Вашингтоне, округ Колумбия, и выросла в Бетесде и Чеви-Чейзе, штат Мэриленд. После окончания средней школы Уолта Уитмена она окончила Мэрилендский университет. Она начала свою карьеру в качестве смотрителя животных и ветеринарного техника в Смитсоновском национальном зоопарке в Вашингтоне. Работая в ветеринарной клинике Национального зоопарка, она начала переписку с Джимом Датчером и была приглашена присоединиться к его исследованию волков в горах Сотут в Айдахо.

## Волки
Джейми внесла свой вклад в развитие кинопроектов Датчера в области животноводства и медицинской помощи, а также записала вокализации хребта Сотут и выиграла премию «Эмми» за документальный фильм о дикой природе на канале Discovery Channel «Волки у нашего порога» (1997).
В 2005 году Датчеры выпустили очередной документальный фильм под названием «Жизнь с волками», в котором рассказывается об их опыте жизни с волчьей стаей в Айдахо, и основали некоммерческую образовательную организацию Living with Wolves («Жизнь с волками»).

## Награды
Джейми Датчер получила премию «Эмми» за выдающееся звуковое сопровождение документальной программы в 1998 году за свою работу над «Волками у нашей двери».